# Salka Hallström Bornold
Salka Hallström, född 1970 i Stockholm, är en svensk journalist och författare. Hon är chefredaktör på arkitektur- och designtidskriften Rum sedan 2024. Tidigare var hon biträdande chefredaktör på arkitektur- och designtidskriften Form, redaktör bland annat på Expressens kulturredaktion och redaktionschef på Bon.
Hallström drev den litterära nättidningen Bokus Magasin tillsammans med Jan Gradvall 1997–1999, samt mode- och kulturmagasinet Bon 2001–2005. Hon var en av konstkuratorerna till Moderna Museets modeutställning "Fashination" 2004 och författare till boken om densamma. Hon utnämndes till Årets Journalist 2008 av Sveriges Tidskrifter, som första modejournalist. Hon nominerades samma år till utmärkelsen Årets krönikör, också den av Sveriges Tidskrifter. Hon valdes till medlem i Svenska Tidskriftsakademien 2009. Under Hallströms tid i ledningen för Form fick tidningen utmärkelsen Årets Tidskrift 2014 samt nominerades i kategorierna Årets Innovativa Satsning 2014 och Årets Omslag 2015 av Sveriges Tidskrifter.

## Priser och utmärkelser
- Årets Tidskrift Fackpress 2014, Sveriges Tidskrifter
- Årets Journalist 2008, Sveriges Tidskrifter